# 日米研究インスティテュート
日米研究インスティテュート (U.S.-Japan Research Institute) は、主に日米関係について研究する非営利団体 (NPO)。アメリカ合衆国ワシントンD.C.に本部を置く。

## 概要
2009年（平成20年）4月、京都大学、慶應義塾大学、東京大学、立命館大学、早稲田大学の5大学が10年プロジェクトとして設立、その後九州大学、筑波大学、同志社大学がプロジェクトに加わった。本部は、ワシントンD.C.中心街にあるInternational Square Center内である。日本オフィスは早稲田大学に置かれている。

## 目的
日米両国が直面する問題の解決には大学と産業界の協力が不可欠との立場から、学術的な成果を実践的な場において応用するための研究の場として設立された。主な目的は以下の3点に集約される。
- 実践的な政策分析
- 次世代の人材育成
- 日米関係に提言するコミュニティーの形成

## 6つの特色
- 独立性と信頼性
- 複数の大学による連携
- 柔軟かつ効率的な運営体制
- 日本語と英語による成果発信
- 長期的視点に立った事業展開
- 最先端の研究拠点

## 発起人（役職は発起人会開催当時）
- 安西祐一郎（慶應義塾長）
- 小宮山宏（東京大学総長）
- 白井克彦（早稲田大学総長）
- 長田豊臣（立命館理事長）
- 松本紘（京都大学総長）

## 組織体制
- 理事会
  - 理事長
    - 田中明彦（東京大学副学長）

  - 副理事長
    - 阿川尚之（慶應義塾常任理事）
    - モンテ・カセム（立命館副総長）
    - 橋本周司（早稲田大学副総長）
    - 森純一（京都大学副理事）

  - 財務担当理事
    - 黒水治雄（早稲田大学総務部）
- 監査委員会
  - 委員長
    - 黒水治雄

  - 委員
    - 阿川尚之
    - 森純一
- 執行役員
  - プレジデント (President)
    - 内田勝一（早稲田大学副総長）

  - セクレタリ (Secretary)
    - 足立心一（早稲田大学国際部事務部長）

  - トレジャラ (Treasurer)
    - 小林誠（早稲田大学財務部）
- 各研究チーム